# Carex brunnescens
Carex brunnescens là một loài thực vật có hoa trong họ Cói. Loài này được (Pers.) Poir. mô tả khoa học đầu tiên năm 1813.

## Hình ảnh

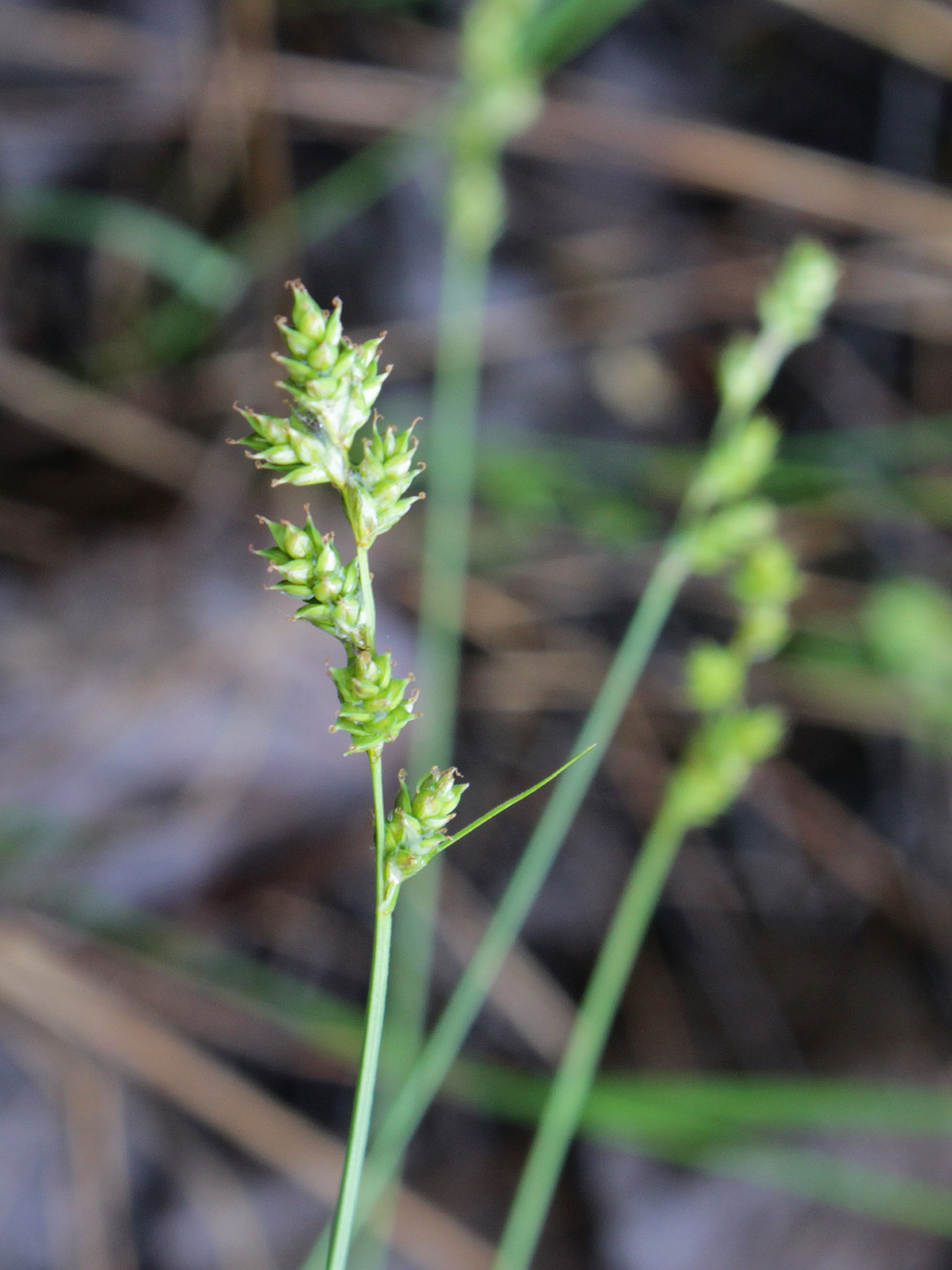
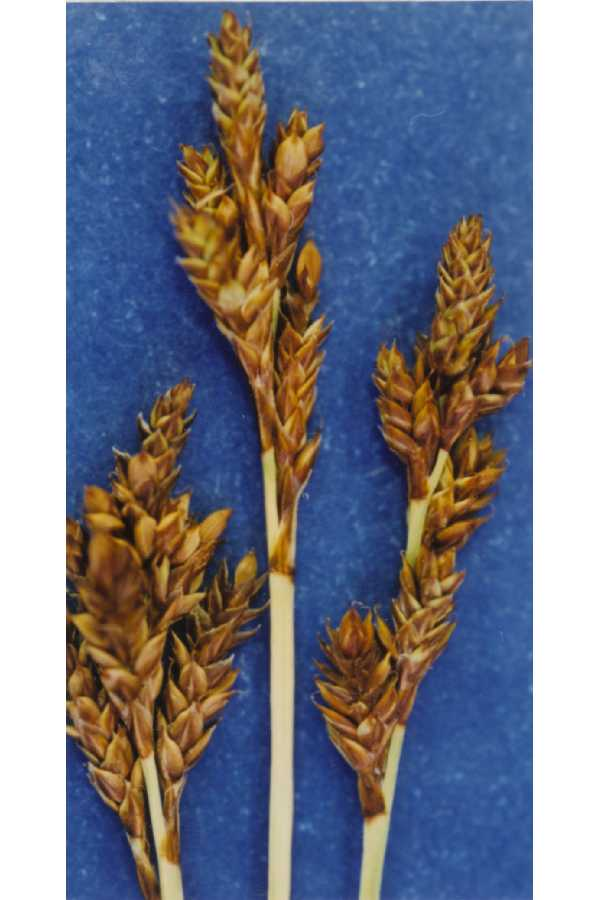